# Резвой, Орест Павлович
Орест Павлович Резвой (21 февраля (5 марта) 1811 — 29 января (11 февраля) 1904) — генерал от артиллерии русской императорской армии, член Военного совета из рода Резвых.

## Биография
Родился 21 февраля (5 марта) 1811 года в семье помещиков Санкт-Петербургской губернии. Племянник генерала Д. П. Резвого, двоюродный дед московского градоначальника А. А. Рейнбота (Резвого).
Образование получил в Михайловском артиллерийском училище, из которого был выпущен 1 января 1829 года прапорщиком с оставлением при училище. По окончании курса наук в старшем офицерском классе 19 января 1831 года был переведён в лейб-гвардии 1-ю артиллерийскую бригаду, с назначением репетитором по артиллерии в классах училища и состоял в этой должности до 1842 года и преподавал артиллерию великому князю Константину Николаевичу. За это время Резвой был произведён в подпоручики (6 января 1830 года), поручики (22 апреля 1834 года), штабс-капитаны (19 марта 1838 года), капитаны (27 ноября 1839 года) и полковники (28 февраля 1842 года). Был утверждён в должности инспектора классов с 22 августа 1842 года; в 1845 году награждён ценным подарком из кабинета Его Величества за составление французско-русского технического словаря; 25 августа 1847 года Резвой был назначен членом Артиллерийского отделения Военно-учёного комитета, с оставлением в должности инспектора классов.
За отличие по службе 6 декабря 1851 года Резвой был произведён в генерал-майоры с зачислением по полевой конной артиллерии и командирован на Кавказ, где в составе Лезгинского отряда участвовал в экспедиции к горе Маал-Рас; 18 февраля 1852 года получил золотую саблю с надписью «За храбрость».
В начале 1853 года Резвой вернулся в Санкт-Петербург и 15 апреля был назначен членом учебного комитета при главном штабе военно-учебных заведений, а 19 апреля — назначен начальником Михайловского артиллерийского училища, с 12 мая также являлся членом комитета дивизионных артиллерийских школ, также он по-прежнему являлся членом Артиллерийского отделения Военно-учёного комитета.
23 января 1857 года Резвой был уволен от должности начальника Михайловского артиллерийского училища, с назначением членом совета Императорской военной академии и с оставлением во всех прочих должностях и званиях.
30 августа 1860 года Резвой был произведён в генерал-лейтенанты и 10 марта 1863 года избран членом Главного военно-учёного комитета. На этой должности помимо своих прямых обязанностей он участвовал в обсуждении и разрешении самых разных вопросов, касающихся как артиллерии, так и других родов оружия. В частности Резвой председательствовал в комиссиях для составления положений для Николаевского инженерного и Михайловского артиллерийского училищ и академий этих же названий, в комиссии для рассмотрения образцов ружей разных систем с металлическими патронами и исполнительной комиссии по перевооружению армии. В качестве члена комиссий он трудился в следующих: для изменения устава Медико-хирургической академии, главной распорядительной по перевооружению армии и многих других. Во время отсутствия начальника Главного артиллерийского управления неоднократно исправлял должность товарища генерал-фельдцейхмейстера.
20 августа 1871 года Резвой был произведён в генералы от артиллерии с назначением членом Военного совета. 29 апреля 1872 года он был назначен заведующим эмеритальной кассой военно-сухопутного ведомства, а 14 мая 1878 года — управляющим Кодификационным отделом Военного совета. 1 января 1876 года в честь пятидесятилетия службы Резвого в офицерских чинах конференция Михайловского артиллерийской академии избрала его своим почётным членом.
В 1897 году Резвой был уволен от должности управляющего кодификационным отделом, в 1899 году оставил должность заведующего эмеритальной кассой военно-сухопутного ведомства идо конца своих дней числился лишь членом Военного совета.
А. Ф. Редигер о работе Резвого в Военном совете в 1898 году вспоминал (путая его отчество): «Председательствовал в отсутствии министра старший по чину из членов Совета, таковым тогда был Орест Львович Резвой, человек чрезвычайно почтенный, бывший когда-то работником, но которому в то время уже исполнилось восемьдесят семь лет и который был совершенно плох, так что он из доклада и прений не слышал решительно ничего, а когда ему нужно было голосовать, то вопрос я писал карандашом на бумаге и передавал ему через стол! Руководить прениями он, конечно, совсем не мог».
Скончался 29 января (11 февраля) 1904 года в Санкт-Петербурге, похоронен на кладбище Воскресенского Новодевичьего монастыря. Долгое время могила считалась утерянной. Благодаря стараниям военнослужащих Михайловской военной артиллерийской академии захоронение было найдено и восстановлено.

## Награды
Среди прочих наград Резвой имел ордена:
- Орден Святого Станислава 3-й степени (1836 год)
- Орден Святого Владимира 4-й степени (1844 год)
- Орден Святой Анны 2-я степени (1846 год, императорская корона к этому ордену пожалована в 1848 году)
- Орден Святого Владимира 3-й степени (1851 год)
- Орден Святого Георгия 4-й степени (1 февраля 1852 года, за беспорочную выслугу 25 лет в офицерских чинах, № 8848 по кавалерскому списку Григоровича — Степанова)
- Золотая сабля с надписью «За храбрость» (14 февраля 1852 года)
- Орден Святого Станислава 1-й степени (1855 год)
- Орден Святой Анны 1-й степени (1858 год, императорская корона к этому ордену пожалована в 1863 году)
- Орден Святого Владимира 2-й степени (1863 год)
- Орден Белого орла (1865 год)
- Орден Святого Александра Невского (20 апреля 1869 года, алмазные знаки к этому ордену пожалованы 30 августа 1875 года)
- Орден Святого Владимира 1-й степени (1883 год)
- Орден Святого Андрея Первозванного (1892 год)